# Fu’ad II
Fu’ad II (ar.  فؤاد الثاني; ur. 16 stycznia 1952 w Kairze) – król Egiptu w latach 1952-1953.
Fu’ad II był synem króla Faruka I i królowej Nariman Sadik. Z powodu rosnącej korupcji Faruk I został 23 lipca 1952 roku odsunięty od władzy w wyniku wojskowego zamachu stanu pod przywództwem Muhammada Nadżiba i Gamala Abdela Nassera. Król został zmuszony do abdykacji na rzecz swojego syna Fu’ada II.
Ten przyjął po ojcu tytuł króla Egiptu i Sudanu, wkrótce potem jego także zdetronizowano, a cała rodzina udała się na wygnanie do Europy Południowej. Po śmierci Nassera członkowie egipskiej rodziny królewskiej mogli wrócić do ojczyzny. Fu’ad często odwiedza ojczyznę, mimo że mieszka w Szwajcarii. Był żonaty z księżną Fadilą (Dominique-France Loeb Picard). Ma z nią troje dzieci.

## Odznaczenia
Jako król Egiptu w latach 1952-1953
- Wielki Mistrz Orderu Mohameda Alego
- Wielki Mistrz Łańcucha Fuada I
- Wielki Mistrz Orderu Ismaila
- Wielki Mistrz Orderu Gwiazdy Wojskowej Króla Fu’ada
- Wielki Mistrz Orderu Nilu
- Wielki Mistrz Orderu Doskonałości
- Wielki Mistrz Orderu Rolnictwa
- Wielki Mistrz Orderu Wychowania
- Wielki Mistrz Orderu Przemysłu i Handlu